# 扎赫勒區
33°50′48″N 35°53′51″E / 33.8468°N 35.8976°E

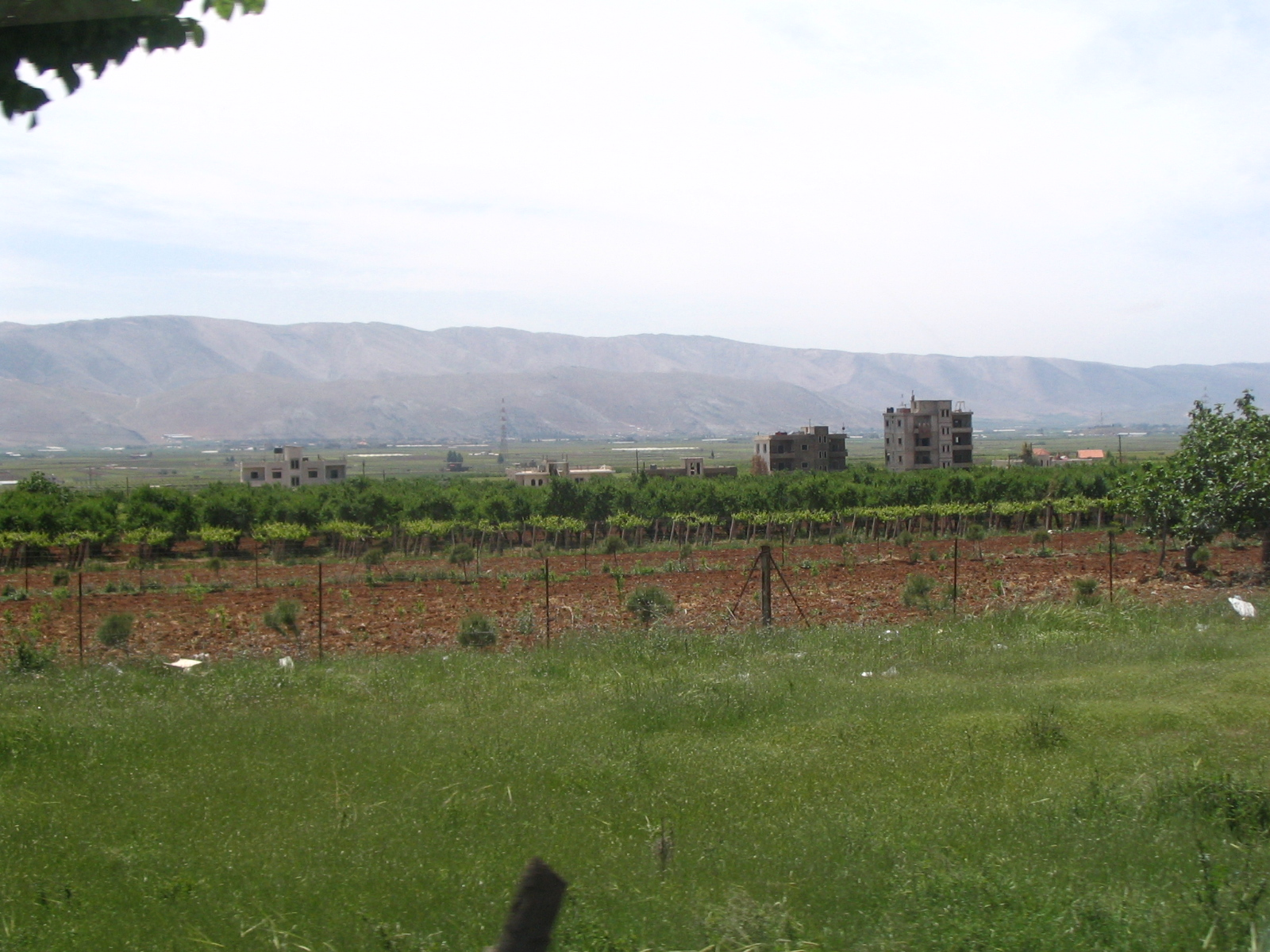

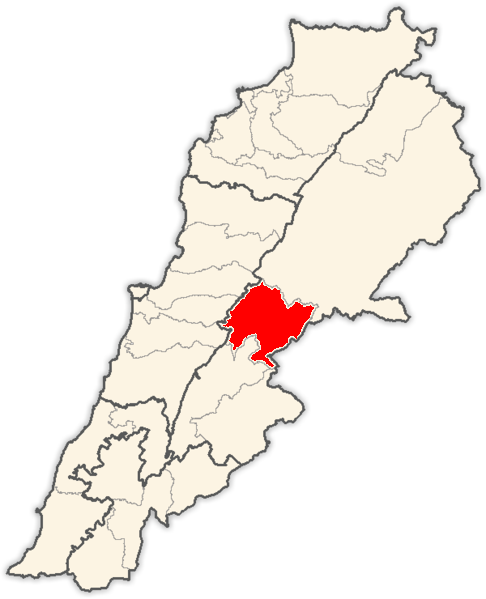

扎赫勒區（阿拉伯语：‎），是黎巴嫩貝卡省的區份，位於該國東部，首府設於扎赫勒，面積425平方公里，2008年人口125,000，人口密度每平方公里294人。